# Idagal, Ramdurg
Idagal là một làng thuộc tehsil Ramdurg, huyện Belgaum, bang Karnataka, Ấn Độ.